# Cerro Branco
Cerro Branco là một đô thị thuộc bang Rio Grande do Sul, Brasil. Đô thị này có diện tích 154,105 km², dân số năm 2007 là 4465 người, mật độ 28,97 người/km².